# Jane Ross
Jane Ross, född den 18 september 1989, är en skotsk fotbollsspelare som spelar för den engelska klubben West Ham United. Tidigare har hon representerat engelska Manchester City WFC, svenska Vittsjö GIK och skotska Glasgow City FC.
Ross har gjort över 100 landskamper på seniornivå och representerade Skottland under EM i Nederländerna 2017 och VM i Frankrike 2019.